# Trio Stendhal
A Trio Stendhal magyar jazzegyüttes, 1987-től 1993-ig működött. 

## Története
Dés László és Snétberger Ferenc egy nemzetközi tévéműsor forgatásán, 1987-ben játszott először együtt. Snétberger már 1982-ben gitározott Dés Makk Károly Egymásra nézve című filmjéhez írt zenéjében, de még öt év telt el, mire elkezdtek együtt zenélni. Snétberger is kereste a helyét, valami mást akart csinálni, mint addig, és Dés is szeretett volna továbblépni az immár nyolcadik éve tartó Dimenzió korszakon. Egy jazzbárban zenéltek duóban,  egy idő után  már nem az előre eltervezett repertoárt játszották, hanem szabadon improvizáltak. Ezekből a rögtönzésekből  egy sajátos zenei világ született. Szerették volna kipróbálni, hogy hangzik mindez ritmussal, azért elhívták Horváth Kornélt az éjszakai zenélésekre, és hamarosan megalakult a Trio Stendhal.

## Tagjai
- Dés László (szaxofon)
- Horváth Kornél (ütős hangszerek)
- Snétberger Ferenc (klasszikus gitár)

## Diszkográfia

### Stúdióalbumok
| Év   | Album címe         | Kiadó                      |
| ---- | ------------------ | -------------------------- |
| 1989 | I                  | Hungaroton-Krém SLPX 37245 |
| 1990 | Earthsound         | Sentemo                    |
| 1990 | Earthsound         | B&P                        |
| 1992 | Something Happened | Sentemo                    |
| 1992 | Something Happened | B&P                        |

### Koncertalbumok
| Év   | Album címe | Kiadó |
| ---- | ---------- | ----- |
| 1993 | Live!      | B&P   |

### Más előadóval
| Év   | Album címe | Előadó neve                  | Kiadó           |
| ---- | ---------- | ---------------------------- | --------------- |
| 1992 | Zörr       | Trio Stendhal, LGT, Amadinda | Hungaroton-Gong |